# Volkswagen Group Retail Deutschland
Die Volkswagen Group Retail Deutschland (VGRD GmbH) mit Sitz in Wolfsburg ist eine Automobilhandelsgruppe in Deutschland. Das Unternehmen ist eine Tochtergesellschaft der Volkswagen Aktiengesellschaft und beschäftigt über 10.000 Mitarbeiter in mehr als 120 Standorten. Die Volkswagen Group Retail Deutschland vertreibt Fahrzeuge der Konzernmarken Volkswagen, Audi, SEAT (CUPRA), ŠKODA, Porsche, Lamborghini und Volkswagen Nutzfahrzeuge. Darüber hinaus werden Werkstatt- und Serviceleistungen für diese Marken angeboten.

## Geschichte
Am 20. Oktober 1978 wurde die VW Synco GmbH als Tochtergesellschaft der Volkswagenwerk AG gegründet (seit 1985 Volkswagen AG). Zum 19. Januar 2006 bekam die Gesellschaft mit Volkswagen Retail GmbH (VRG) einen neuen Namen. In der VRG führte der Volkswagen-Konzern im Wesentlichen seine eigenen Betriebe der Marke Volkswagen als eigenständige Handelsgruppe. Im Frühjahr 2012 erfolgte die Umbenennung der VRG in VGRD GmbH. Zum 1. September 2012 erfolgte die Zusammenführung mit der Audi Retail GmbH, in der die AUDI AG seit 2007 eigene Händlerbetriebe in Deutschland organisierte.
Die Volkswagen Group Retail Deutschland ist eine Holding von Automobilhandelsgesellschaften. Den Anfang machten Anfang der 1990er Jahre die Betriebe der Hamburger Raffay GmbH & Co. KG – seit Juni 2010 Volkswagen Automobile Hamburg GmbH. Die Übernahmen hatten das Ziel, die Präsenz des Konzerns in den jeweiligen Städten und Regionen zu stärken und die Qualität der Dienstleistungen zu steigern.
Aktuell gehören 27 operative Gesellschaften zur Volkswagen Group Retail Deutschland. Die Gesellschaften im Einzelnen sind (alphabetisch sortiert):
1. Audi Berlin GmbH
2. Audi Frankfurt GmbH
3. Audi Hamburg GmbH
4. Audi Hannover GmbH
5. Audi Leipzig GmbH
6. Audi München GmbH
7. Audi Stuttgart GmbH
8. Auto & Service PIA GmbH
9. Eberhardt Kraftfahrzeug GmbH (Audi Zentrum Ulm)
10. Held & Ströhle GmbH & Co. KG
11. MAHAG Automobilhandel und Service GmbH & Co. oHG
12. MAHAG Sportwagen Zentrum Albrechtstraße GmbH
13. PZ Leipzig GmbH
14. Schwaba GmbH
15. Sportwagen GmbH Donautal (Porsche Zentrum Ulm/Neu-Ulm)
16. SZM Sportwagen Zentrum München GmbH (Porsche Zentrum München, Porsche Zentrum München Süd, Porsche Zentrum Olympiapark)
17. VGRHH GmbH
18. VGRB GmbH
19. VGRDD GmbH (Volkswagen Group Retail Dresden)
20. Volkswagen Automobile Berlin GmbH (seit 1. Juli 2021 ist die ASB Autohaus Berlin GmbH mit der Volkswagen Automobile Berlin GmbH verschmolzen)
21. Volkswagen Automobile Chemnitz GmbH
22. Volkswagen Automobile Frankfurt GmbH
23. Volkswagen Automobile Hamburg GmbH
24. Volkswagen Automobile Hannover GmbH
25. Volkswagen Automobile Leipzig GmbH
26. Volkswagen Automobile Rhein-Neckar GmbH
27. Volkswagen Automobile Stuttgart GmbH

Die Volkswagen Retail Dienstleistungsgesellschaft mbH betreut die 27 operativen Gesellschaften der Volkswagen Group Retail Deutschland. Die Volkswagen Retail Dienstleistungsgesellschaft übernimmt insbesondere Steuerungs- und Koordinationsfunktionen für die Volkswagen Group Retail Deutschland und deren Gesellschaften in den Bereichen Personal und Organisation, Finanzwesen, IT, Facility Management und Einkauf Prozessmanagement, sowie für die Funktionalbereiche Sales, After Sales und Future Retail.

## Struktur
Die Gesellschaften der Volkswagen Group Retail Deutschland steuern ihr Geschäft generell selbst, während die Volkswagen Group Retail Deutschland wesentliche Funktionen der Gruppe zentral organisiert. Dazu zählen Personalbereich, IT-Dienstleistungen, der Einkauf oder das Facility Management. Für diese Aufgaben bestehen so genannte Dienstleistungscenter, die von der Volkswagen Retail Dienstleistungsgesellschaft (VRD) geführt werden.
Die Porsche Holding Gesellschaft mbH (PHS) mit Sitz in Salzburg (Österreich) trägt unter anderem Managementverantwortung für eine Reihe von Einzelhandelsorganisationen in Europa. Die PHS (ebenfalls zu 100 Prozent eine Tochter der Volkswagen AG) ist das größte Automobilhandelsunternehmen in Europa.
Die Volkswagen Group Retail Deutschland bildet derzeit etwa 1.300 junge Menschen zu Automobilkaufleuten, Kfz-Mechatronikern (Fachrichtungen Karosserietechnik, Pkw-Technik, System- und Hochvolttechnik), Karosserie- und Fahrzeugbaumechanikern, Fahrzeuglackierern, Fachkräften für Lagerlogistik, Kaufmann für Büromanagement und Fachinformatikern aus.
Die Geschäftsführung besteht aus Peter Modelhart (Sprecher der Geschäftsführung, verantwortet die Bereiche Future Retail, Marketing, CRM & Analytics, Business Development, Projektmanagement Office und Revision), Henri Strübing (Operative Verantwortung für den Wirtschaftsraum Nord: Berlin, Hamburg, Sachsen, Hamburg und Hannover), Jörg Kamenz (Operative Verantwortung für den Wirtschaftsraum Süd: München/Seen, Augsburg, Ulm, Frankfurt, Stuttgart, Rhein-Neckar), Dr. Niels Bosse (Personal & Organisation) und Günter Hermann (Kaufmännischer Bereich).